# Nyikolaj Alekszandrovics Kozirev
Nyikolaj Alekszandrovics Kozirev (oroszul: Николай Александрович Козырев, Szentpétervár, 1908. szeptember 2. – Krím, 1983. február 27.) orosz csillagász.

## Élete
Szentpéterváron született 1908-ban.
1928-ban végzett a Leningrádi Állami Egyetemen. Ez után a Pulkovói Obszervatóriumban kezdett el dolgozni.
A 30-as évekbeli politikai tisztogatások során büntetőtáborba került. 1946-ban, 10 év fogság után szabadult.

## Munkássága
Kezdetben a csillaglégkörök fizikájával foglalkozott.
Büntetőtábori fogsága alatt megfogalmazott egy elméletet a csillagok energiatermelésére vonatkozóan. 
Szabadulása után a Hold tranziens jelenségeivel foglalkozott.
1953-ban a Vénusz légkörének fényjelenségeivel kezdett foglalkozni, de megfigyelései később nem nyertek igazolást.
Ugyancsak tévedett, amikor a Mars poláris sapkáiról azt állította, hogy azok felhők.
Később az óriásbolygókkal kezdett el foglalkozni. 
Ezek belső szerkezetére és hőmérsékletére vonatkozó elméleteket közölt.

## Főbb publikációi
- N.A.Kozyrev, On the Nightglow of Venus, Izvestiya Krymskoi Astrofizicheskoi Observatorii, Vol 12
- N.A.Kozyrev, Molecular Absorption in the Violet Part of the Spectrum of Venus Krymskoi Astrofizicheskoi Observatorii, Vol 12
- N.A.Kozyrev, Selected Works, published by Leningrad State Univ., 1991. 488 p.
- N.A.Kozyrev, V.V.Nasonov, On some properties of time, discovered by astronomical observations, in Problemy issledovaniya vselennoi, 1980, (Russian lang.)
- N.A.Kozyrev, Possibility of experimental study of properties of time, Pulkovo, September 1967 (txt fájl Archiválva 2014. június 25-i dátummal a Wayback Machine-ben)
- N.A.Kozyrev, Sources of Stellar Energy and the Theory of the Internal Constitution of Stars, In: Progress in Physics, 2005, v.3, 61-99.

## Nevezetességek
- Róla nevezték el a 2536 Kozyrev nevű kisbolygót.
- Róla nevezték el a Kozyrev krátert a Holdon.